# Car Crash TV
Car Crash TV è stato un reality show televisivo statunitense, in onda su Discovery Channel a partire dal 12 gennaio 2015. In Italia è stato trasmesso dal canale Motor Trend, e l'anno successivo in chiaro su Nove. Il programma propone varie clip di incidenti stradali riprese con dash cam messe all'interno dei veicoli, il tutto narrato dall'attore Chris Barrie.

## Stagioni
| Stagione | Puntate | Prima visione USA | Prima TV Italia |
| -------- | ------- | ----------------- | --------------- |
| 1        | 10      | 2015              |                 |
| 2        | 10      | 2016              |                 |
| 3        | 12      | 2017              |                 |